# الاگالا پاهالاگما
الاگالا پاهالاگما (به لاتین: Alagalla Pahalagama) یک منطقهٔ مسکونی در سری‌لانکا است که در استان مرکزی (سری‌لانکا) واقع شده‌است.